# 19992 Шенбайн
19992 Шенбайн (19992 Schönbein) — астероїд головного поясу, відкритий 10 жовтня 1990 року.
Тіссеранів параметр щодо Юпітера — 3,332.